# Jutjaw knabbelaars
Jutjaw knabbelaars (Parascorpididae) zijn een familie van straalvinnige vissen uit de orde van Baarsachtigen (Perciformes).